# Batiscafo
Batiscafo Trieste 
sendo içado (1959).

Submersão/imersão do batiscafo.

O batiscafo é um veículo submersível destinado à exploração dos oceanos em regiões de águas ultraprofundas. São utilizados principalmente para pesquisa científica ou para operações de resgate das tripulações de submarinos danificados. 
O batiscafo que alcançou a maior profundidade com uma população tripulada foi o Batiscafo Trieste projetado pelo suíço Auguste Piccard. Em 23 de Janeiro de 1960 o Trieste desceu na Fossa das Marianas, na costa da Filipinas, no local chamado Challenger Deep, a 10.911 metros de profundidade, recorde até hoje não superado. Nesta ocasião, eram seus tripulantes o engenheiro e oceanógrafo suíço, Jacques Piccard, e o Tenente da Marinha Americana, Don Walsh.
O primeiro batiscafo do Brasil, o Batiusp, foi desenvolvido nos anos 1970 e construído no Instituto Oceanográfico (IO - USP) em 1979. O desenvolvimento desta tecnologia foi o que permitiu a construção posterior de diversos outros veículos submarinos robôs como os que são utilizados pela Petrobrás, incluindo veículos como o USAR (Unidade Submarina de Ativação Remota) planejada para operar até profundidade de 1100 metros, que permitiu a inspeção indireta das plataformas de petróleo offshore, ou o Mergus, com capacidade para operar até 500 metros de profundidade, desenvolvidos no início dos anos 1980 . 
Atualmente existem centenas de submersíveis para águas profundas não tripulados, veículos submarinos operados remotamente (VSOR ou ROV) sendo utilizados no Brasil, a maior parte destinado ao apoio da prospecção e extração de petróleo, e na manutenção da infraestrutura das plataformas petrolíferas e dutos submarinos. 

## Veículos submersíveis - Batiscafos construídos até 1979
| MODELO               | CONSTRUTOR                                            | PROPRIETÁRIO                                            | ANO DE LANCAMENTO | PROFUNDIDADE (m) | TRIPULAÇÃO | STATUS em 1979                   |
| -------------------- | ----------------------------------------------------- | ------------------------------------------------------- | ----------------- | ---------------- | ---------- | -------------------------------- |
| Aluminaut            | Gen. Dynamics, Groton, conn.                          | Reynolds Intern., Richmond, Va.                         | 1964              | 5000             | 6          | Inativo                          |
| Alvin                | General Mills Inc                                     | Marinha USA                                             | 1964              | 3900             | 3          | Operacional                      |
| Aquarius I           | HYCO – Vancouver, B.C.                                | PO Intersubs                                            | 1973              | 396              | 3          | Operacional                      |
| Archimede            | Marinha Francesa                                      | Marinha Francesa Toulon                                 | 1961              | 9560             | 3          | Operacional                      |
| Asherah              | Gen. Dynamics, Groton, conn.                          | Technoceans, New York city                              | 1964              | 198              | 2          | Inativo                          |
| Auguste Piccard      | Giovanola Bros., Monthey, Switzerland                 | Horton Maritime Expl., Vancouver, B.C.                  | 1963              | 825              | 45         | Operacional                      |
| BATIUSP              | IOUSP, Brasil                                         | Universidade de São Paulo                               | 1979              | 200              | 1          | Desativado                       |
| Beaver               | North Amer., Rockewell, Sea Beach, Ca                 | International Underwater Contractors, N.Y.              | 1968              | 660              | 4          | Operacional                      |
| Ben Franklin         | Giovanola Bros., Monthey, Switzerland                 | Horton Maritime Expl., Vancouver, B.C.                  | 1968              | 660              | 6          | Fora de uso                      |
| Benthos V            | Lear Siegler, Inc, Deep River Conn                    | Garrison 8 Divers Seattle Wash                          | 1963              | 198              | 2          | Fora de uso                      |
| Chihiro              | Kawasaki Heavy Ind. Tokio                             | Governo Japones                                         | 1975              | 54               | 6          | Experimental                     |
| Deep Diver           | Perry Submarine, Rivera Beach Fla                     | Marine Sciences Ctr., Ft.Pierce, Fla.                   | 1968              | 455              | 4          | Em exposição                     |
| Deep Jeep            | U.S. Naval Ord. Test Sta., China Lake, Ca.            | Scripps Inst. Ocean, La Jolla, Ca.                      | 1964              | 660              | 2          | Desmontado                       |
| Deep Quest           | Lockheed Missiles Space Corp., Sunnyvale, Ca.         | Lockheed Missiles, Space Corp., Sunnyvale, Ca.          | 1967              | 2640             | 4          | Operacional                      |
| Deepstar 2000        | Westinghouse Elec. Corp.                              | Westinghouse Ocn., Res. Eng. Ctr. Annapolis, Md         | 1969              | 660              | 3          | Fora de uso                      |
| Deepstar 4000        | Westinghouse Elec. Corp.                              | COMEX, Marseilles                                       | 1965              | 1320             | 3          | Operacional                      |
| Deep view            | Marinha USA                                           | Marinha USA                                             | 1971              | 660              | 2          | Operacional                      |
| DOWB                 | Gen. Mtrs. Corp., Sta Barbara, Ca.                    | Friendship, S.A., Miami, Fla.                           | 1968              | 1485             | 3          | Operacional                      |
| DSRV 12              | Lockheed Missiles Space Corp., Sunnyvale Ca.          | Marinha USA                                             | 1970 / 1971       | 1155 / 1650      | 27         | Operacional                      |
| FNRS-2               | Auguste Piccard, Lausenne, Switz.                     | Marinha Francesa                                        | 1948              | 4455             | 2          | Fora de uso                      |
| FNRS-3               | Marinha Francesa                                      | -                                                       | 1953              | 4500             | 2          | Reconfigurado p/ Fnrs 2 até 1960 |
| GLOUBE               |                                                       | COMEX Marseilles                                        | -                 | 200              | -          | Operacional                      |
| GOLDFISH             | Burt Dickman, Auburn, Ind                             | Desconhecido                                            | 1958              | 33               | 5          | Desconhecido                     |
| GRIFFON              | French Naval , Constrution Yard Brest                 | Marinha francesa                                        | 1973              | 650              | 3          | -                                |
| GUPPY                | Sun Shipbuilding, Dry Dock Co., chester, Pa.          | Sun Shipbuilding, Dry Dock Co., chester, Pa.            | 1970              | 330              | 2          | Inativo                          |
| HAKUGEI              | HEIWA Kosakusho, Osaka, Japan                         | Tokai Salunge Co., Toba, Japan                          | 1961              | 200              | 6          | Inativo                          |
| HAKUYO               | Kawasaki Heavy, Ind., Tokio                           | Sumimoto Shoji Kaisha, LTDA, Tokio                      | 1971              | 310              | 4          | Operacional                      |
| HIKINO               | U.S. Naval Weapons Center, China Lake, Ca.            | U.S. Naval Weapons Center, China Lake, Ca.              | 1966              | 7                | 2          | Não operando, Experimental       |
| HUMUKAHI             | Oceanic Institute, Makapuu, Hawaii                    | Oceanic Institute, Waimanalo, Hawaii                    | 1969              | 90               | 2          | Em exposição                     |
| KUROSHIO I           | Japan Steel Tube Corp., Tokyo                         | Univ. of Hokkaido, Hokkaido, Japan                      | 1951              | 114              | 3          | Aposentado                       |
| KUROSHIO II          | Japan Steel Tube Corp., Tokyo                         | Univ. of Hokkaido, Hokkaido, Japan                      | 1960              | 214              | 4          | Não operando                     |
| MAKAKAI              | U.S. Navy                                             | Marinha USA                                             | 1971              | 198              | 2          | Não operando                     |
| MERMAID I/II         | Bruker-Physik, A.G. Karlsruhue, West Ger.             | International Underwater Contractors N.Y.               | 1972              | 324              | 2          | Operacional                      |
| MERMAID III/IV       | Bruker-Physik, A.G. Karlsruhue, West Ger.             | Bruker-Physik, A.G. Karlsruhue, West Ger.               | 1974              | 200              | 2          | -                                |
| MINI DRIVER          | Great Lakes Unverwater Same Sports, Elmwood Park, III | -                                                       | 1968              | 82               | 2          | Não operando                     |
| MOANA I              | -                                                     | COMEX, Marseilles                                       | -                 | 435              | -          | Operacional                      |
| MOANA II             | -                                                     | COMEX, Marseilles                                       | -                 | 435              | -          | Operacional                      |
| NAUTILETTE           | Nautillete Inc., Ft. Wayne, Ind                       | Mr. Woodrow Rigsby                                      | Ca. 1964          | 33               | 1          | Operacional                      |
| NAUTILETTE           | Nautillete Inc., Ft. Wayne, Ind                       | Nautilette Inc. Mr. Franklin Rigsby                     | Ca. 1964          | 33               | 2          | Operacional                      |
| NEKTON A,B,C         | Nekton, Inc., San Diego, Ca.                          | Gen.Oceanographics, San Diego, Ca.                      | 1968/70/71        | 330              | 2          | Operacional                      |
| MEMO                 | Marinha Americana                                     | Marinha USA                                             | 1970              | 198              | 2          | Operacional                      |
| NEREID 330           | Neired nv. Schie-dmam, Holland                        | Dutch Submarine Services Amsterdam                      | 1972              | 100              | 3          | Operacional                      |
| NEREID 730           | Neired nv. Schie-dmam, Holland                        | Dutch Submarine Services Amsterdam                      | -                 | 231              | 4          | Operacional                      |
| NR-1                 | Gen. Dyn. Corp., Groton, Conn.                        | Marinha USA                                             | 1969              | -                | 7          | Operacional                      |
| OPSUB                | Perry Sub., Builders Riviera, Beach, Fla              | Ocean Sys.,Inc., Reston, Va.                            | 1972              | 660              | 2          | Inativo                          |
| PAULO I              | Anautics Inc., San Diego, Ca.                         | SAME                                                    | 1967              | 198              | 2          | Transformado                     |
| PC3-A -12            | Perry Sub. Builders– Riviera Beach, Fla.              | Força Aérea USA / Marinha USA                           | 1964 / 1966       | 99               | 2          | Fora de uso                      |
| PC3-B (tech diver)   | Perry Sub. Builders– Riviera Beach, Fla.              | International Under- water Contractors – NYC, New York  | 1963              | 198              | 2          | Fora de uso                      |
| PC3-X                | Perry Sub. Builders– Riviera Beach, Fla.              | Univ. of Texas, Austin, Tx.                             | 1962              | 50               | 2          | Operacional                      |
| PC5-C                | Perry Sub. Builders– Riviera Beach, Fla.              | Sub Sea Oil Services, SPA – Milão Italia                | 1968              | 396              | 3          | Operacional                      |
| PC8-B                | Perry Sub. Builders– Riviera Beach, Fla.              | Northern Offshore Ltd - Londres                         | 1971              | 204              | 2          | Operacional                      |
| PC-1201              | Perry Sub. Builders– Riviera Beach, Fla.              | Northern Offshore Ltd - Londres                         | 1975              | 330              | 2          | Operacional                      |
| PC-1202              | Perry Sub. Builders– Riviera Beach, Fla.              | Northern Offshore Ltd - Londres                         | 1975              | 330              | 5          | Operacional                      |
| PC-1401              | Perry Sub. Builders– Riviera Beach, Fla.              | Texas A M Univ., College Station Tx.                    | 1974              | 396              | 2          | Operacional                      |
| PC-1402              | Perry Sub. Builders– Riviera Beach, Fla.              | Mrinha – USA                                            | 1975              | 396              | 2          | Operacional                      |
| PHOENIX 66           | Sub Sea Oil – Services - SPA, Milão – Itália          | -                                                       | -                 | 396              | 2          | Desconhecido                     |
| PISCES I             | HYCO, Vancouver, B.C.                                 | Vickers Oceanics Ltda – Barrow-Furness, Eng.            | 1965              | 396              | 2          | Operacional                      |
| PISCES II            | HYCO, Vancouver, B.C.                                 | Vickers Oceanics Ltda – Barrow-Furness, Eng.            | 1968              | 850              | 3          | Operacional                      |
| PISCES III           | HYCO, Vancouver, B.C.                                 | Vickers Oceanics Ltda – Barrow-Furness, Eng.            | 1969              | 1188             | 3          | Operacional                      |
| PISCES IV            | HYCO, Vancouver, B.C.                                 | Dept of Environment, Victoria, B.C.                     | 1971              | -                | 3          | Operacional                      |
| PISCES V             | HYCO, Vancouver, B.C.                                 | P O Enviranment, Vancouver, B.C.                        | 1973              | 1145             | 3          | Operacional                      |
| PISCES VI            | HYCO, Vancouver, B.C.                                 | Acad. Ciências, Vancouver, B.C.                         | 1975              | 2145             | 3          | Operacional                      |
| PISCES VII           | HYCO, Vancouver, B.C.                                 | Acad. Ciências, Vancouver, B.C.                         | -                 | 2145             | 3          | Operacional                      |
| PISCES VIII          | HYCO, Vancouver, B.C.                                 | Vickers Oceanics Ltda – Barrow-Furness, Eng.            | -                 | 2145             | 3          | Operacional                      |
| PISCES X             | HYCO, Vancouver, B.C.                                 | HYCO Subsea, Ltd., Vancouver, B.C.                      | -                 | 2145             | 3          | Operacional                      |
| PISCES XI            | HYCO, Vancouver, B.C.                                 | Vickers Oceanics Ltda – Barrow-Furness, Eng.            | -                 | 2145             | 3          | Operacional                      |
| PS-2                 | Perry Sub. Builders– Riviera Beach, Fla.              | Sub Sea Oil Services, SPA – Milão Italia                | 1972              | 338              | 2          | Operacional                      |
| QUESTER 1            | Deep Sea Techniques, Brooklyn – NY                    | SAME                                                    | 1972              | 214              | 2          | Inativo                          |
| SDL-1                | HYCO, Vancouver, B.C.                                 | Canadian Forces, Halifax – N. Scotia                    | 1970              | 660              | 6          | Operacional                      |
| SEA CLIFF            | Gen. Dynamics, Groton, Conn.                          | Marinha USA                                             | 1968              | 2145             | 3          | Operacional                      |
| SEA EXPLORER         | Sea Line Inc., Brier, Wash                            | -                                                       | -                 | 198              | 2          | -                                |
| SEA OTTER            | Anautics Inc., San Diego, Ca                          | Candive Ltd., Vancouver, B.C.                           | 1971              | 495              | 3          | Operacional                      |
| SEA RANGER           | Verne Enginee- ring Mt. Clemens Mich                  | -                                                       | 1972              | 198              | 4          | Operacional                      |
| SEA RAY              | Submarine Res. Dev. Corp., Lynnwood Wash              | -                                                       | 1968              | 330              | 2          | Operacional                      |
| SHELF DIVER          | Perry Sub. Builders– Riviera Beach, Fla.              | Desconhecido                                            | 1968              | 264              | 4          | Operacional                      |
| SHINKAI              | Kawasaki Heavy, Ind. – Kobe, Jp.                      | Agência Japonesa Marítima – Ag. de Segurança, Tohio, Jp | 1968              | 641              | 4          | Operacional                      |
| SNOOPER              | Sea Graphics Inc., Torrance, Ca.                      |                                                         | 1969              | 330              | 2          | Operacioanl                      |
| SP-350               | Office Francais Recherches Sous Marine Marseilles     | Campagnes Oceano-Graphique Francaises (COF), Monaco     | 1959              | 445              | 2          | Operacional                      |
| SP-500               | Sud Aviation Franca                                   | COF - Monaco                                            | 1969              | 541              | 1          | -                                |
| SP-3000              | Centre Iestudes Marine Avancees (CEMA) Marseilles     | CNEXO Paris                                             | 1970              | 3327             | 3          | Operacional                      |
| SPORTS-MAN 300       | American Sub. Co., Lorain, Ohio                       | Vários                                                  | 1961              | 99               | 2          | Desconhecido                     |
| SPORTS-MAN 600       | American Sub. Co., Lorain, Ohio                       | Vários                                                  | 1963              | 198              | 2          | Desconhecido                     |
| STAR I               | Gen. Dynamics, Groton, Conn.                          | Phila Maritime Mues, Phila Pa.                          | 1963              | 66               | 1          | Em Exposição                     |
| STAR I I             | Gen. Dynamics, Groton, Conn.                          |                                                         | 1966              | 396              | 2          | Operacional                      |
| STAR I I I           | Gen. Dynamics, Groton, Conn.                          | Scripps Inst. Of Oceanog Lajolla Ca.                    | 1966              | 660              | 2          | Fora de uso                      |
| SUB-MANAUT (Helle)   | Helle Engineering, San Diego                          | -                                                       | 1963              | 66               | 2          | Fora de uso                      |
| SUB-MANAUT (Martine) | Martines Diving Bells, San Diego, Ca.                 | Submarine Services, Coral Gables, Fla.                  | 1956              | 198              | 6          | Fora de uso                      |
| TADPOLE-1            | Mitsui Shipbuil-Ding Engineering Co. Ltd – Tokyo Jp   | Mitsui Ocn. Development Engineering Co. Ltd – Tokyo Jp  | 1972              | 108              | 2          | Inativo                          |
| TOKAI                | Heiwa Kosakusho, Osaka, Jp                            | Toba – Japão                                            | 1954              | 216              | 2          | Inativo                          |
| TOURS 64             | Maschinenbau Gabler GmbH West Germany                 | Kuofeng Ocean Dev. Corp., Taipei, Taiwan                | 1971              | 324              | 2          | Operacional                      |
| TOURS 66             | Maschinenbau Gabler GmbH West Germany                 | Sarda Estracione Lavorazione Gagliari, Sardinia         | 1972              | 324              | 2          | Operacional                      |
| TRIESTE I            | Auguste Piccard, Trieste, Itália                      | Marinha USA                                             | 1953              | 11880            | 3          | Em Exposição                     |
| TRIESTE II           | Mare Island Shipyard –, Mare Island, Ca.              | Marinha USA                                             | 1964              | 6600             | 3          | Operacional                      |
| TS-1 (SURVEY SUB 1)  | Perry Sub. Builders– Riviera Beach, Fla.              | P O Subsea (UK), Ltda – London                          | 1970              | -                | 3          | Operacional                      |
| TURTLE               | Gen. Dynamics, Groton, Conn.                          | Marinha USA                                             | 1968              | 445              | 3          | Operacional                      |
| URF                  | Kockums, Malmo, Sweden                                | Marinha Sueca                                           | -                 | 498              | 25         | Desconhecido                     |
| UZUSHIO              | Nippon Kokankk, Tokyo                                 | Marinha Sueca                                           | 1973              | 217              | 2          | Inativo                          |
| VASSENA LECCO        | Mr. G. Vassena, Torino, Itália                        | Marinha Sueca                                           | 1948              | 440              | 2          | Afundou                          |
| VIPER FISH           | Mr. Don Taylor, Atlanta, Ga.                          | Marinha Sueca                                           | 1969              | 330              | 2          | Desconhecido                     |
| VOL-L 1              | Perry Sub. Builders– Riviera Beach, Fla.              | Vickers Oceanics Ltd., Barrow-Furnee                    | 1973              | 396              | 4          | Operacional                      |
| YOMIURI              | Mitsubishi Heavy Ind., Kobe, Jp                       | Yomiuri Shimbu, News-paper, Tokyo                       | 1964              | 320              | 6          | Desativado                       |